# Lucille Roybal-Allard
Lucille Elsa Roybal-Allard (ur. 12 czerwca 1941 w Los Angeles) – amerykańska polityczka, członkini Partii Demokratycznej.

## Działalność polityczna
Od 1987 zasiadała w Zgromadzeniu Stanowym Kalifornii. W okresie od 3 stycznia 1993 do 3 stycznia 2003 przez pięć kadencji była przedstawicielką 33. okręgu, a od 3 stycznia 2003 do 3 stycznia 2013 przez pięć kadencji była przedstawicielką 34. okręgu, a od 3 stycznia 2013 do 3 stycznia 2023 była przedstawicielką 40. okręgu wyborczego w stanie Kalifornia w Izbie Reprezentantów Stanów Zjednoczonych.
Jest córką Edwarda Roybala.